# Triplostephanus
Triplostephanus é um gênero de gastrópodes pertencente a família Terebridae.

## Espécies
- †Triplostephanus wilfordi Harzhauser, Raven & Landau, 2018

Espécies trazidas para a sinonímia
- Triplostephanus elliscrossi (Bratcher, 1979): sinônimo de Terebra elliscrossi Bratcher, 1979
- Triplostephanus fenestratus (Hinds, 1844): sinônimo de Terebra fenestrata Hinds, 1844
- Triplostephanus hoaraui (Drivas & Jay, 1988): sinônimo de Terebra hoaraui (Drivas & Jay, 1988)
- Triplostephanus lima (Deshayes, 1857): sinônimo de Cinguloterebra lima (Deshayes, 1857)
- Triplostephanus triseriatus (Gray, 1834): sinônimo de Terebra triseriata Gray, 1834
- Triplostephanus waikikiensis (Pilsbry, 1921): sinônimo de Terebra waikikiensis Pilsbry, 1921